# Euxoa serricornis
Euxoa serricornis là một loài bướm đêm trong họ Noctuidae.